# Ярославська порода
Ярославська порода — порода великої рогатої худоби молочного напряму. Виведена у 19 столітті у Ярославській губернії тривалим добором і поліпшенням місцевої північноросійської худоби.

## Історія

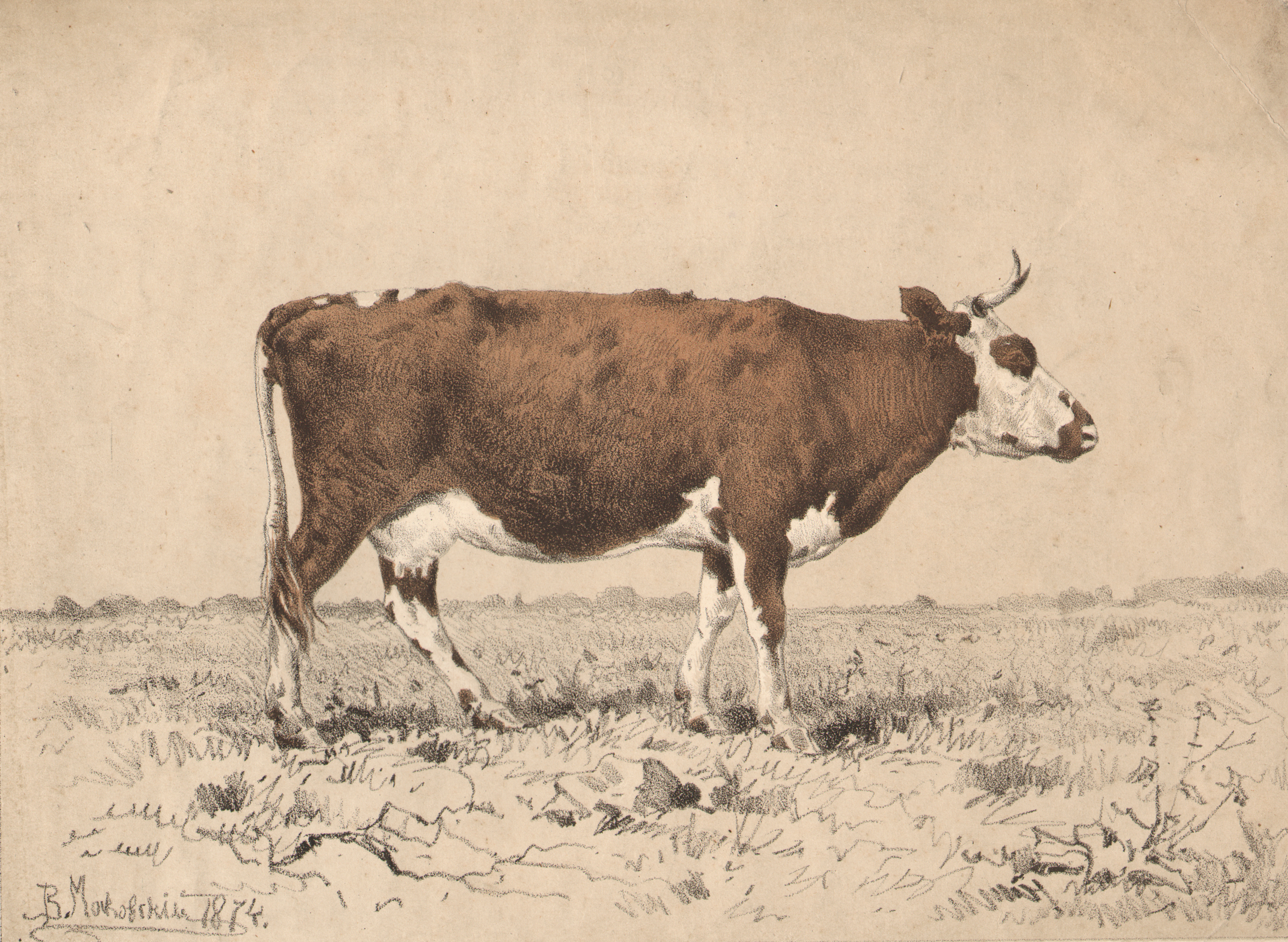
Володимир Маковський Корів, 1874, літографія

Ярославська порода корів була виведена в XIX столітті в Ярославській губернії. У ті часи ці тварини були поширені в заплавах річок Волги, Молога і Шексни. Початковий результат селекції істотно відрізнявся від того, що зустрічається сьогодні - це були невеликі корови з крихкою кістковою системою. З роками, вже до початку ХХ століття порода максимально удосконалилася, переживши успішне схрещування з найкращими видами биків - голландськими, холмогорскими і шведськими. Офіційне визнання ярославські корови отримали в 1933 році.
Ярославські корови спочатку виводилися з метою рясного молочного виробництва, тому характеристика породи має яскраво виражені ознаки лактаційної спрямованості.

## Опис
Основна масть тварин чорна, голова біла з чорними плямами навколо очей («окуляри»), трапляються тварини з білим черевом та червоної масті. У худоби яскраво виражений молочний тип будови тіла, голова легка, суха, тонкий і міцний кістяк, глибокий, розтягнутий тулуб, груди вузькі, вим'я велике, чашоподібне, шкіра тонка, еластична. Жива маса корів становить 450—550 кг, бугаїв — 800—900 кг. Середньорічний надій корів у племінних господарствах досягав 3500—4000 кг молока жирністю 4—4,2 %. Тварини ярославської породи витривалі, у них швидко підвищуються надої при поліпшенні годівлі й утримання.

## Поширення
Розводять породу в Ярославській, Тверській, Івановській, Вологодській, Костромській, Тюменській та інших областях РФ.